# Nubische talen
De Nubische talen zijn een groep verwante talen die door de Nubiërs worden gesproken. Nubische talen werden in een groot deel van Soedan gesproken, maar als gevolg van de arabisering zijn ze tegenwoordig vooral te vinden in de Nijlvallei tussen Aswan (Zuid-Egypte) en Al Dabbah. In de volkstelling van Soedan van 1956 waren er 167.831 sprekers van Nubische talen. Het Nubisch mag niet verward worden met de verschillende Noeba-talen die gesproken worden in dorpen in het Noeba-gebergte en Darfur. 
Oudere classificaties beschouwen het Nubisch als een tak van de Nilo-Saharaanse talen. Deze stelling heeft weinig steun onder taalkundigen vanwege een gebrek aan ondersteunende gegevens. Recentere classificaties, zoals die in Glottolog, beschouwen de Nubische talen als deel van de Oost-Soedanese talen of als een primaire taalfamilie.

## Geschiedenis
Er zijn minstens honderd pagina's aan documenten met Oud-Nubisch materiaal bewaard gebleven, waaronder teksten van christelijke religieuze aard en documentaire teksten over staats- en juridische zaken. Het Oud-Nubisch werd geschreven met een schuine unciaalvariant van het Koptische alfabet, waaraan karakters werden toegevoegd die waren afgeleid van het Meroïtisch schrift. Deze documenten dateren uit de 8e tot en met de 15e eeuw na Christus. Tegenwoordig wordt het Oud-Nubisch beschouwd als de voorouder van het moderne Nobiin, ook al zijn er tekenen van uitgebreid contact met het Dongolawi.
Een andere, nog niet ontcijferde, Nubische taal is bewaard gebleven in enkele inscripties die zijn gevonden in Soba en Musawwarat es-Sufra. Men neemt aan dat dit de taal was van het koninkrijk Alodia. Sinds de publicatie ervan door Adolf Ermann in 1881 worden ze "Alwan-inscripties", "Alwan-Nubisch" of "Soba-Nubisch" genoemd. Deze taal lijkt in de 19e eeuw te zijn uitgestorven. 
Een reconstructie van het Proto-Nubisch is voorgesteld door Claude Rilly (2010). 

## Hedendaagse talen
Rilly (2010) onderscheidde de volgende Nubische talen, gesproken door in totaal ongeveer 900.000 sprekers:
- Nobiin - de op één na grootste Nubische taal met 545.000 sprekers in Egypte, Soedan en de Nubische diaspora: Voorheen bekend onder de geografische namen Mahas en Fadicca/Fiadicca
- Kenzi (endoniem: Mattokki) - met 865.000 sprekers in Egypte en Dongolawi (endoniem: Andaandi) met 180.000 sprekers in Soedan. Ze worden niet langer als één taal beschouwd, maar zijn nauw verwant. De splitsing tussen Kenzi en Dongolawi wordt relatief recent gedateerd, rond de 15e eeuw. Dongolawi wordt nu gesproken tot in het zuiden, tot in ed-Debbah, maar tot in de 19e eeuw werd Dongolawi waarschijnlijk gesproken tot Korti in het zuiden, en mogelijk zelfs nog verder stroomopwaarts.
- Midob - met 50.000 sprekers. De taal wordt voornamelijk gesproken in en rond de Malha-vulkaankrater in Noord- Darfur.
- Birgid, inmiddels uitgestorven, werd gesproken ten noorden van Nyala rond Menawashei, waarbij de laatste nog levende sprekers in de jaren 1970 leefden. Het was de overheersende taal tussen de corridor van Nyala en al-Fashir in het noorden en de Bahr al-Arab in het zuiden, nog zo recent als 1860.
- Berg-Nubisch of Kordofan-Nubisch - een groep nauw verwante talen of dialecten die gesproken worden in verschillende dorpen in het noordelijke Noeba-gebergte ; met name door de Dilling, Debri en Kadaru. Een uitgestorven taal, Haraza, is alleen bekend van een paar dozijn woorden die in 1923 door dorpsoudsten werden herinnerd.

Synchronisch onderzoek naar de Nubische talen begon in de laatste decennia van de 19e eeuw, waarbij de nadruk eerst lag op de Nijl-Nubische talen Nobiin en Kenzi-Dongolawi. Verschillende bekende Afrikanisten hebben zich met het Nubisch beziggehouden, met name Lepsius (1880), Reinisch (1879) en Meinhof (1918); andere vroege Nubië-geleerden waren onder meer Almkvist en Schäfer. Daarnaast is er in de tweede helft van de 20e eeuw belangrijk vergelijkend werk over de Nubische talen verricht door Thelwall en Marianne Bechhaus-Gerst en in de 21e eeuw door Claude Rilly en Georgi Starostin.

## Classificatie

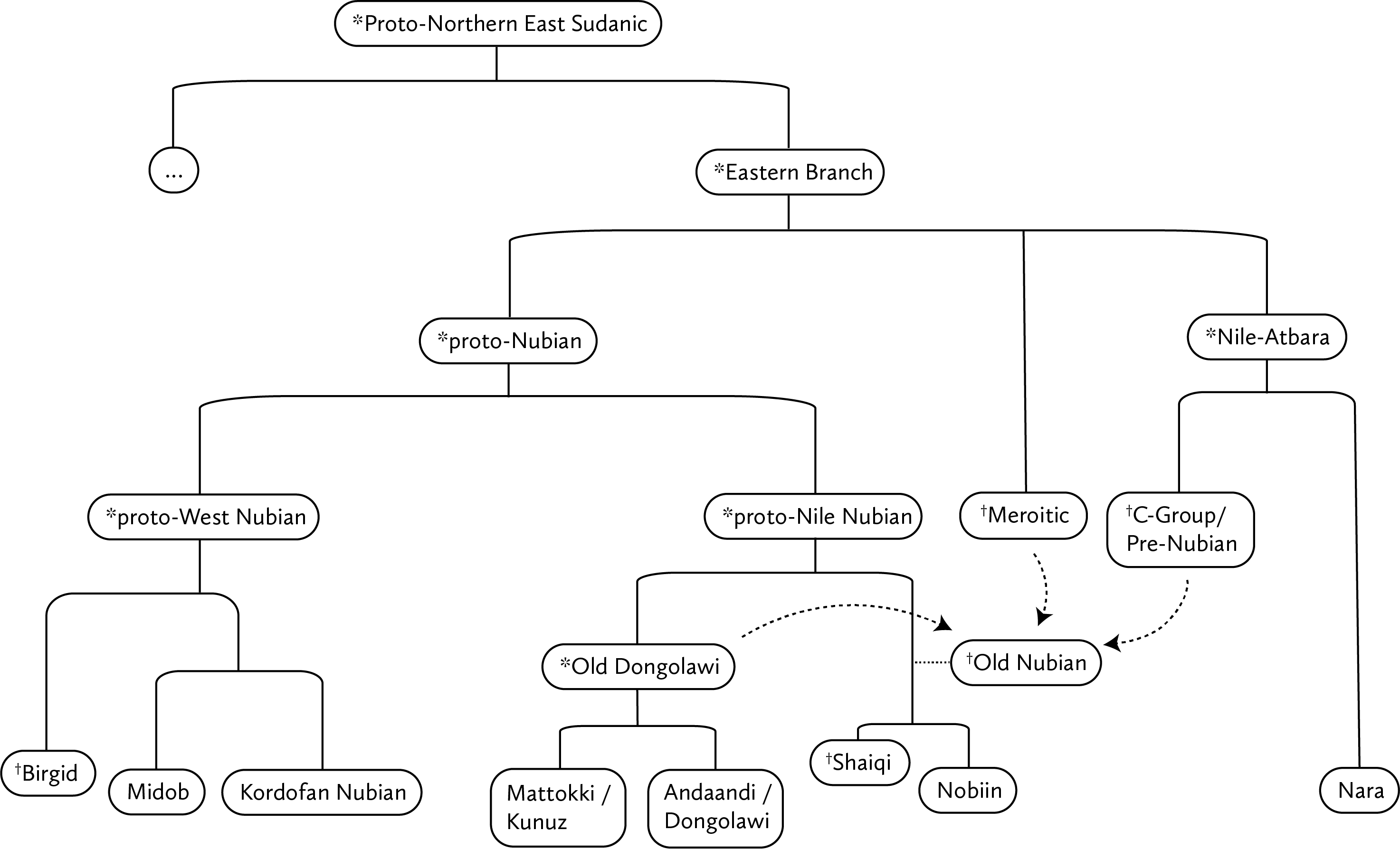
Relaties tussen de Nubische talen. Lijnen geven genealogische relaties aan, stippellijnen taalkundige invloeden; sterretjes (*) geven talen aan die niet schriftelijk zijn vastgelegd, dolken (†) geven dode talen aan.

Traditioneel worden de Nubische talen verdeeld in drie takken: Noordelijke (Nijl), Westelijke (Darfur) en Centrale. Ethnologue classificeert de Nubische talen als volgt: 
- Nubisch
  - Noordelijk (Nijl)
    - Oud-Nubisch
      - Nobiin

  - Westelijk (Darfur)
    - Midob

  - Centraal
    - Kenzi
    - Birgid
    - Dongolawi
    - Berg-Nubisch (Kordofan)
      - Kadaru-Ghulfan
        - Ghulfan
        - Kadaru

      - Ongeclassificeerd
        - Dair
        - Dilling
        - El Hugeirat
        - Karko
        - Wali

Glottolog groepeert alle niet-Noord-Nubische takken in één groep, genaamd West-Centraal-Nubisch. Bovendien plaatst Glottolog Dair binnen Berg-Nubisch in dezelfde tak als Kadaru. 
De relatie tussen Dongolawi en Nobiin blijft een onderwerp van discussie binnen de Nubische studies. De classificatie van Ethnologue is gebaseerd op glotto-chronologisch onderzoek van Thelwall (1982) en Bechhaus-Gerst (1996), die Nobiin beschouwen als de vroegste vertakking van het Proto-Nubisch. Zij schrijven de huidige syntactische en fonologische nabijheid tussen Nobiin en Dongolawi toe aan het uitgebreide taalcontact. Rilly (2010) beweert dat er geen archeologisch bewijs is voor een aparte migratie van Dongolawi-sprekers naar de Nijl. Hij levert bewijs dat het verschil in woordenschat tussen Nobiin en Dongolawi voornamelijk te wijten is aan een pre-Nubisch substraat onder Nobiin, dat hij in verband brengt met het Meroïtisch. Door de geërfde proto-Nubische woordenschat in alle Nubische talen systematisch te benaderen via een vergelijkende taalkundige benadering, komt Rilly tot de volgende classificatie: 
- Nubisch
  - Nijl-Nubisch
    - Oud-Nubisch
      - Nobiin

    - Kenzi-Dongolawi
      - Dongolawi
      - Kenzi

  - West-Nubisch
    - Birgid
    - Midob-Kordofan
      - Midob
      -  Berg-Nubisch

- Gemeinsame Normdatei: 4120292-2
- Système universitaire de documentation: 028571290